# Kościół św. Wojciecha w Gdańsku
Kościół świętego Wojciecha w Gdańsku – rzymskokatolicki kościół parafialny znajdujący się w gdańskim Świętym Wojciechu. Należy do dekanatu Gdańsk-Śródmieście archidiecezji gdańskiej.

## Historia
W XII wieku do Świętego Wojciecha przybyli benedyktyni. Świątynia w swoim pierwotnym kształcie została wybudowana na początku XIV wieku. W XV wieku została wybudowana wieża. W 1537 roku kościół i klasztor benedyktynów zostały zniszczone przez pożar, w związku z tym benedyktyni opuścili Święty Wojciech. W XVI wieku kościół i klasztor zostały odbudowane przez biskupa Stanisława Karnkowskiego. W 1713 roku do Świętego Wojciecha przybyli zakonnicy ze Zgromadzenia Misji. W XVIII wieku zostały wybudowane dwie kaplice boczne i kościół otrzymał wyposażenie. W 1818 roku zakony zostały skasowane i odtąd parafia przy kościele jest prowadzona przez księży diecezjalnych.

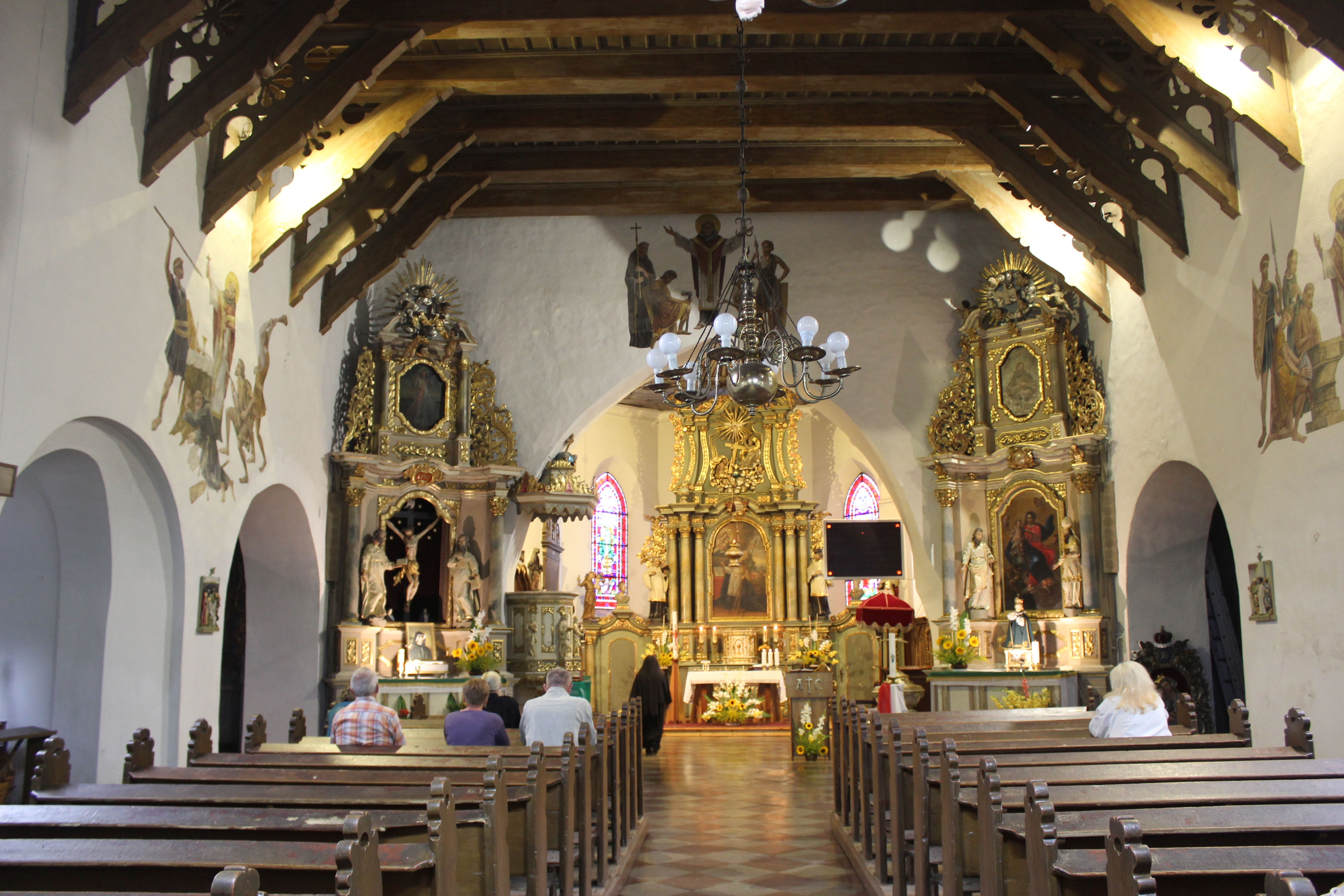
Wnętrze kościoła

W ołtarzu głównym znajduje się obraz przedstawiający św. Wojciecha. Na płaskim barokowym stropie jest przedstawiony Baranek Boży w obłokach, z otwartą księgą. Na bocznej ścianie prezbiterium jest umieszczony drewniany tryptyk z XV wieku przedstawiający sceny z życia Chrystusa. W nawie głównej są umieszczone dwa ołtarze boczne. Prawy poświęcony jest Matce Boskiej i Dzieciątku, lewy – ukrzyżowaniu Chrystusa. W kaplicach bocznych są umieszczone obrazy przedstawiające: śmierć św. Józefa, św. Wincentego à Paulo. Natomiast w kaplicy relikwii św. Wojciecha jest umieszczona figura tegoż świętego wykonana z dwóch rodzajów marmuru. W 2013 roku została zbudowana nowa drewniana konstrukcja wieży bez użycia gwoździ.